# Claire Lenkova
Claire Lenkova (* in Zwickau) ist eine deutsche Comiczeichnerin, Illustratorin, Autorin und Künstlerin. Sie zeichnet Bildergeschichten und Kinderbücher, Sachillustrationen zu wissenschaftliche Themen und gestaltet Zeitungsseiten u. a. für die Frankfurter Allgemeine Sonntagszeitung und die Brigitte. Ihre Arbeiten wurden mehrfach ausgezeichnet. 2021 hat sie ein Stipendium der Stiftung Kulturwerk (VG Bild-Kunst) im Rahmen der Initiative „Neustart Kultur“ erhalten.

## Werdegang
Claire Lenkova wurde in Zwickau als erstes Kind einer Friseurin und eines Bauarbeiters zu Zeiten der DDR geboren. Die Eltern gehörten der dort verbotenen Gemeinschaft der Zeugen Jehovas an, weshalb die Familie Benachteiligungen ausgesetzt war. Im Jahr 1989 kam die Familie per Ausreiseantrag kurz vor dem Mauerfall über Umwege nach Bayern. Erst während des Fachabiturs (Schwerpunkt Gestaltung), das sie als Zweitbeste ihres Jahrgangs abschloss, emanzipierte sie sich und beschloss, ihren künstlerischen Neigungen zu folgen. Sie studierte Illustration an der Hochschule für Angewandte Wissenschaften Hamburg und parallel Ostslavistik an der dortigen Universität (Gasthörerin). Anschließend arbeitete sie an der HfbK Hamburg an einer Promotion über künstlerische Strategien zu politischen Denkmälern in postsozialistischen Ländern. Die Promotion blieb unvollendet. Lenkova ist Mitglied der Gruppe „Die Krickelkrakels“, die im Oetinger Verlag Weitermalbücher veröffentlicht hat.
Noch während ihres Studiums gründete sie mit Claudia Ahlering die Künstlerinnen-Gruppe Spring und stellte mit ihr ab 2004 aus. Die Werke der Künstlerinnen wurden in dem gleichnamigen Magazin Spring veröffentlicht. Im Jahr 2009 wurde Lenkovas Kinderbuch „Grenzgebiete – Eine Kindheit zwischen Ost und West“ vom Deutschlandfunk als eines der besten 7 Bücher für junge Leser in Deutschland, Österreich und der Schweiz ausgezeichnet.
Im August 2020 machte Claire Lenkova eine Brustkrebserkrankung öffentlich und dokumentierte die Therapie in einem Blog und auf YouTube. Sie ist geheilt und hat zwei Söhne (* 2012, * 2014). Sie lebt und arbeitet in Leipzig.

## Veröffentlichungen (Auswahl)
- Alle meine Freunde. Kunstmann-Verlag, München 2008, ISBN 978-3-88897-503-5.
- mit Paz Boïra, Verena Braun, Élodie Durand, Ulli Lust, Laureline Michon und Barbara Yelin: Pomme d'amour – 7 Geschichten über die Liebe. Graphic Novel, Verlag Die Biblyothek, 2008, ISBN 978-3-9810480-7-0.
- Grenzgebiete: eine Kindheit zwischen Ost und West. Kindersachbuch. Gerstenberg Verlag, Hildesheim 2009, ISBN 978-3-8369-5247-7.
- mit Stefan Grund und Matthias Iken: Hamburger Momente : 100 Kolumnen mit ganz besonderen Einblicken in den Alltag der Hansestadt. Verlag Hamburger Abendblatt, Hamburg 2010, ISBN 978-3-939716-36-5.
- mit Sophia Martinek, marialuisa, Anne Vagt, Barbara Yelin, Larissa Bertonasco, Carolin Löbbert, Ulli Lust, Katharian Gschwendter, Stephanie Wunderlich und Nina Pagalies: Familiensilber. Family Silver. Band 8, Spring, Hamburg 2011, ISBN 978-3-9813037-5-9.
- Zone di confine: un'infanzia nella DDR. Verlag Comma 22, Bologna 2012, ISBN 978-88-6503-061-5. (italienisch)
- Der Toupetmann und andere, Comic. Verlag am Kanal, 2012, ISBN 978-3-9813037-8-0.
- Grenzgebiete, Korean. Verlag Icarias Agency, Seoul 2013, ISBN 979-11-85298-02-3. (koreanisch)
- mit Dirk Bockmühl: Keim daheim: Alles über Bakterien, Pilze und Viren. Droemer Verlag, 2018, ISBN 978-3-426-27759-1.
- mit Christiane Wagner: Erstes Rechnen. Fußball. Schulbuch. Georg Westermann Verlag, Braunschweig 2019, ISBN 978-3-8377-4506-1.
- mit Christiane Wagner: Erstes Rechnen. Pferde. Schulbuch. Georg Westermann Verlag, Braunschweig 2019, ISBN 978-3-8377-4503-0.
- mit Mai Thi Nguyen-Kim: Komisch, alles chemisch!: Handys, Kaffee, Emotionen – wie man mit Chemie wirklich alles erklären kann. Droemer Verlag, München 2019, ISBN 978-3-426-27767-6.
- mit Mai Thi Nguyen-Kim: Een kwestie van chemie: van je emoties tot je smartphone : moleculen bepalen alles. Volt, 2019, ISBN 978-90-214-1418-8. (niederländisch)
- mit Mai Thi Nguyen-Kim: Mi vida es química: móviles, café, emociones ... - cómo puedes explicar todo con química. Verlag Ariel, Barcelona 2020, ISBN 978-84-344-3209-3. (spanisch)
- mit Jürgen Brater: AHATOMIE: Verblüffende Erkenntnisse über unseren erstaunlichen Körper. Sachbuch. Riva Verlag, München 2020, ISBN 978-3-7423-1964-7.
- mit Mai Thi Nguyen-Kim: Chemistry for breakfast: the amazing science of everyday life. Greystone Books, Vancouver/Berkeley 2021, ISBN 978-1-77164-748-9. (englisch)
- mit Tobias Klostermann. Wie werde ich reicher als meine Eltern?: alles, was du über Geld wissen musst. Jugendsachbuch. Hanser, München 2022, ISBN 978-3-446-27497-6.
- mit Eva Rottmann: Die Prinzessin, die auszog, den Prinzen zu retten. Kinderbuch. Verlagshaus Jacoby & Stuart, Berlin 2022, ISBN 978-3-96428-133-3.